# 卢德尔斯多夫-维尔费尔斯多夫
卢德尔斯多夫-维尔费尔斯多夫是奥地利施蒂利亚州魏茨县的一个市镇。总面积12.82平方公里，总人口1898人，人口密度148.0人/平方公里（2005年）。